# 1620년대
1620년대는 1620년부터 1629년까지를 가리킨다.

## 사건과 동향
- 1627년 - 정묘호란 발발.